# Rogneda av Polotsk

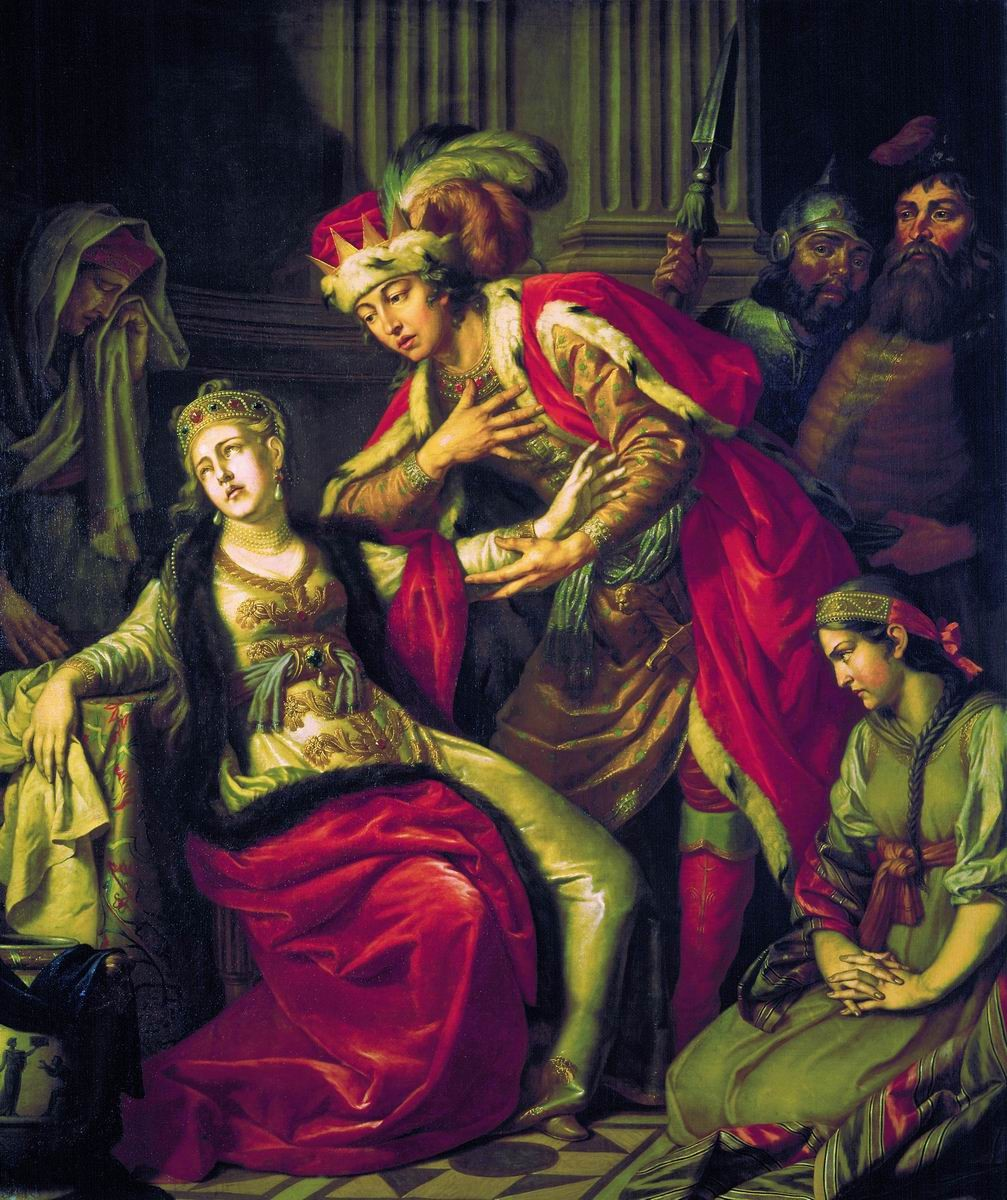
Rogneda och Vladimir (1770).

Rogneda Rogvolodovna (fornkyrkoslaviska: Рогънеда ,fornnordiska: 'Ragnheiđr, Ragnhildr', belarusiska: Рагне́да Рагвалодаўна, även Gorislava (kyrilliska: Горисла́ва), fick dopnamnet Anastasia, född ca 960, död ca 1000) – Polatsk furstedotter, dotter till polotskfursten Rogvold, en av storfursten av Kiev Vladimir Svjatoslavitjs makor, mor till polotskfursten Izjaslav Vladimirovitj, Kievs storfurste Jaroslav Vladimirovitj och den förste volynfursten Vsevolod Vladimirovitj (enligt Nestorskrönikan).

## Biografi
Furstedottern Rogneda bodde i furstendömet Polotsk

tillsammans med sin fader furst Rogvolod och sin moder och bröder, som inte omnämns med namn i krönikan. I Nestorskrönikan sägs:
| ” | Rogvold hade kommit från andra sidan havet och hade sitt maktområde i Polotsk, medan Tury satt i Turov – efter honom är turoverna uppkallade. | „ |

Enligt några historiker hade dynastin som styrde i Polotsk utländsk (varjager?) härkomst, vilket August Ludwig von Schlözer försökte bevisa i början av 1800-talet genom att hänvisa till namnen: Rogvolod – ”Ragnvald”, Rogneda – ”Ragnhild”. Rogvolod och turovfursten Tury, som omnämns tillsammans med honom i krönikan, tillhörde inte Rurikdynastin som härskade i Kiev och över östslavernas övriga landområden.
De ansedda skandinavisthistorikerna E. A. Rydzevskij och T. H. Jackson anser att Rogneda och hennes fars namn är skandinaviska. Men enligt andra forskare, i synnerhet V. P. Timofejev, har namnet Rogneda slaviskt ursprung och betyder ”född till makt”.
Händelserna som är förbundna med Rogneda återges i Nestorskrönikan. Rogneda hade deklarerats som fästmö till Jaropolk Svjatoslavitj, Kievs storfurste. Jaropolks bror Vladimir, som vid den tiden var furste i Novgorod, blev å det grövsta förolämpad av Rogneda när han också försökte vinna hennes hand, men blev kallad ”träl” och fick korgen: furstedottern ansåg att det var oacceptabelt att gifta sig med frillosonen Vladimir. Hennes ord:
| ” | Jag vill icke dra skorna av en trälkvinnas son, utan jag vill ha Jaropolk. | „ |

vittnar om att hon kände till den slaviska sedvänjan att ta av makens skor.
I Nestorskrönikan beskrivs Vladimirs reaktion på Rognedas förolämpande ord: "Och Vladimir samlade många krigare - varjager, slaver, tjuder och krivitjer - och gick mot Rogvolod. Men vid denna tid skulle man just föra Rogneda till Jaropolk. Och Vladimir anföll Polotsk och dräpte Rogvolod och hans två söner och tog hans dotter till maka." Enligt legenden var det då hon fick namnet Gorislava.
 
Detta försiggick under Vladimirs fälttåg mot Kiev 980 och resulterade i att Jaropolk, efter mycket ränksmiderier och svek av sin härförare Blud, blev dräpt av Vladimirs hird varpå Vladimir blev storfurste av Kiev.

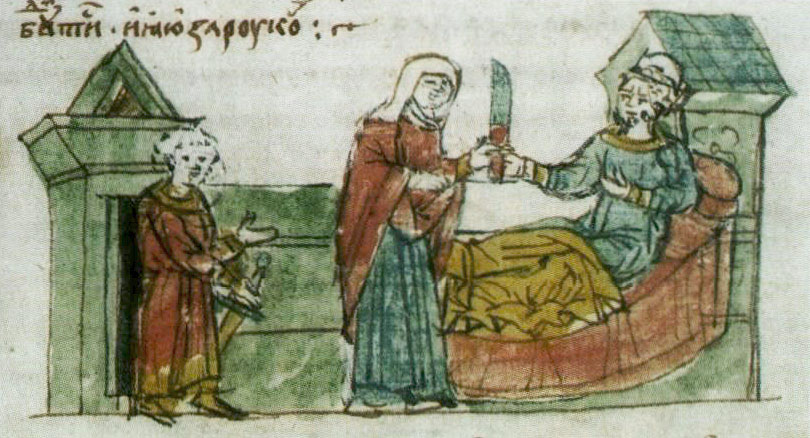
Rognedas attack mot Vladimir, till vänster står Iziaslav. Miniatyr i Radzivillovskijkrönikan, 1400-talet.

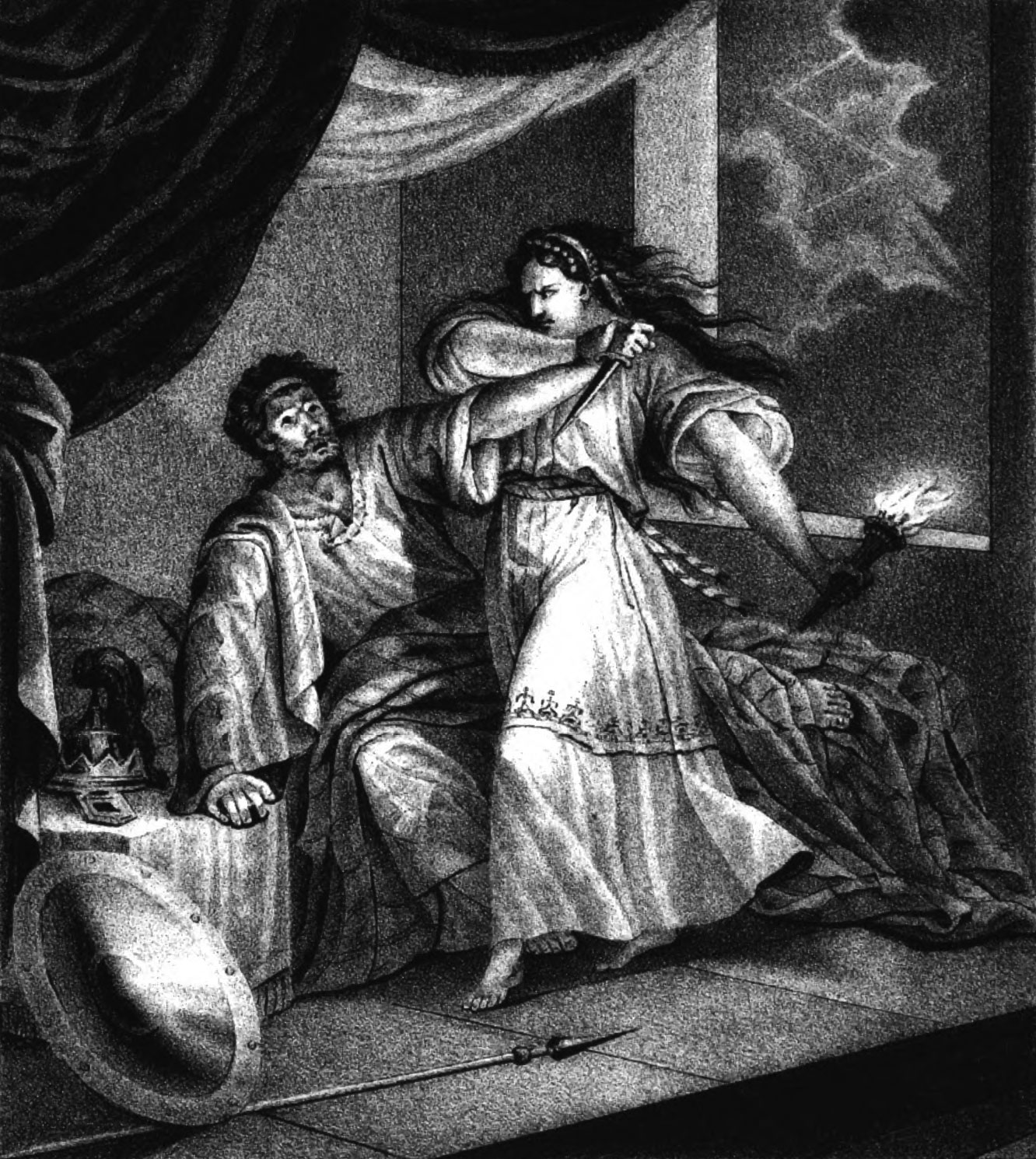
Rognedas attack mot Vladimir.
B. А. Tjorikov. 1836. Gravyr.

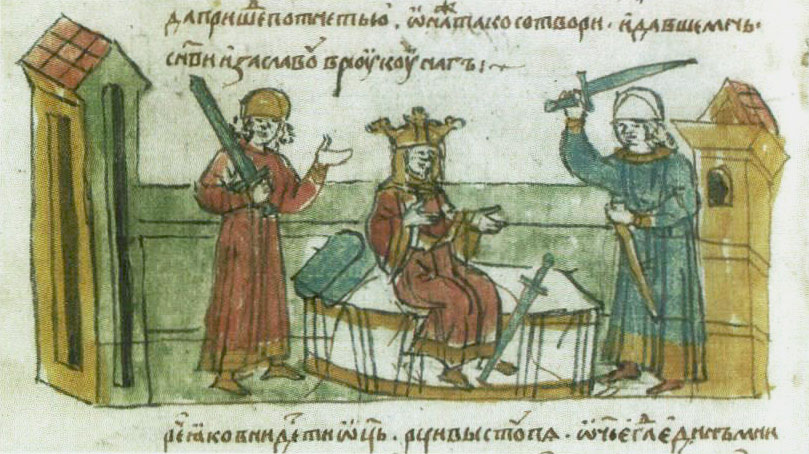
Vladimir vill avrätta Rogneda, men Iziaslav kommer till hennes försvar. Miniatyr i Radzivillovskijkrönikan, 1400-talet.

Ungefär år 987 bestämde sig Rogneda för att ta hämnd och döda maken. Men hon misslyckades. Rogneda hotades av dödsstraff för attacken mot storfursten. Den vredgade Vladimir befallde hustrun att klä sig fint och drog sitt svärd, men deras förstfödde son Izjaslav kom springande av larmet och försvarade sin mor med vapen i hand. Vladimir förmådde inte döda Rogneda inför sonens ögon. Istället sammankallade han bojarerna, som rådde honom att inte döda henne, utan skona henne för den lille sonens skull, och återge henne fadersarvet, och bygga henne en stad med namnet Izjaslav efter deras förstfödde son.

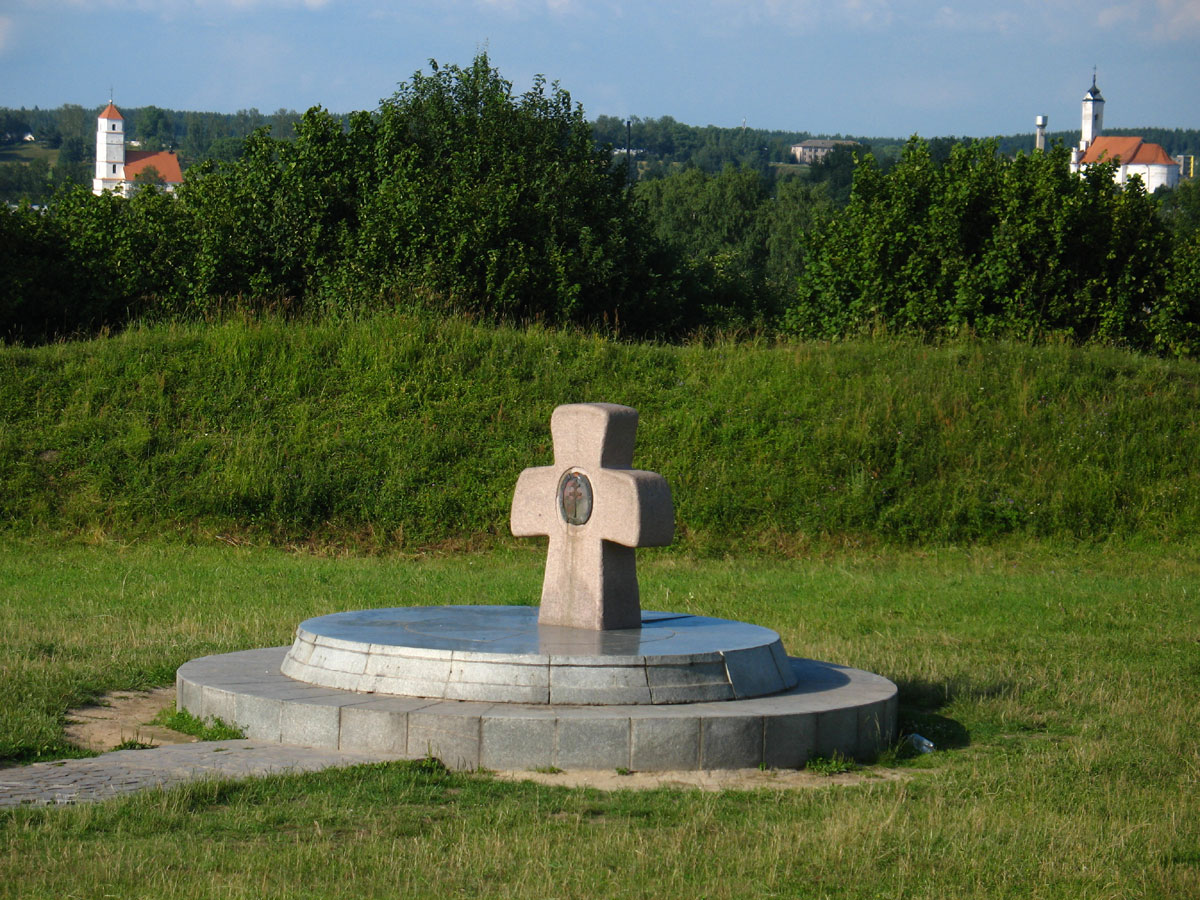
Ruinerna av den medeltida staden Zaslavlja där Rogneda och Iziaslav vistades. Minnesmärke över kristendomen 1000 år i Belarus.

Vladimir lät Rogneda och Izjaslav bosätta sig på polotskmark – vid floden Svilotjs övre lopp, i staden som fick namnet  Izjaslav.

Detta förutbestämde Izjaslavs styrelse i Polotsk och bildandet av Rurikdynastins polotskgren. Denna grens furstar räknade sig som Rogvolods barnbarn, på kvinnolinjen, och sitt fädernesarv härledde de inte från Vladimirs förläning till Izjaslav, utan arvet från Rogvolod. I Belarus betraktas Rogvolodsdynastin, som en av den belarusiska stadsbildningena grundare.
Enligt den relativt sena ”Tverskojkrönikan” blev Rogneda år 1000 nunna under namnet Anastasia. Historikerna hyser betänkligheter angående uppgiftens trovärdighet eftersom den inte påträffas i några andra källor.
Rogneda dog troligen år 1000 i staden Izjaslav. Hennes begravningsplats är okänd. År 1866 hittades ett rikt utsmyckat gravvalv vid byn Tjernitsa. A. M. Sementovskij, rysk författare, arkeolog, historiker, forskare och etnograf, föreslog att det är Rognedas gravplats.

## I konst och litteratur

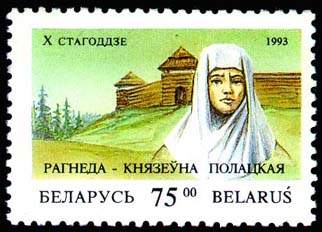
Frimärke. Belarus, 1993.

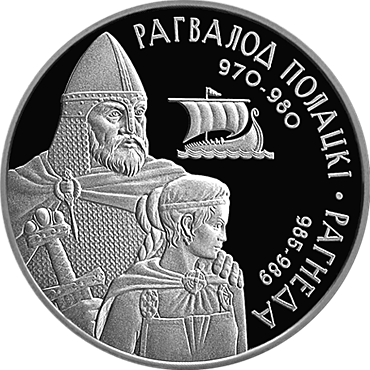
Mynt. Belarus nationalbank, 2006.

- Avbildad på miniatyrbilder Radzivillovskijkrönikan, 1400-talet (en kopia från en tidigare utgåva, möjligen redan på 1000-talet
- Målningen ”Vladimir och Rogneda”, Anton Pavlovitj Losenko (1770)
- Novellen ”Rogneda eller ödeläggelsen av Polotsk”, N. Artsybasjev (1818)
- Dikten ”Rogneda”, Kondratij Fjodorovitj Rylejev (1821 eller 1822)
- Den romantiska dikten ”Rogneda”, I. Aljakrinskij (1836)
- Gravyren ”Rognedas attentat mot Vladimir”, Boris Artemevitj Tjorikov (1836)
- Operan ”Rogneda”, Aleksandr Serov (1865)
- Skissen ”Vladimir och Rogneda”, A. Baumanis (1886)
- Målningen ”Vladimir och Rogneda”, Алексей Иванович Транковский (1800-talet)
- Dikten ”Rogneda”, T. Bondar (1985)
- Triptyken ”Rognedas öde eller minnesväggen”, F. I. Janusjkevitj (1986)
- Romanen ”Furstinnan Rognedas tre liv”, Konstantin Ivanovitj Tarasov (1986)
- Dikten ”Rogneda”, I. Avtamanov (Los Angeles 1988)
- Baletten ”Passion” (Rogneda), A. J. Mdivani (1993, Belarus statliga pris 1996)
- Teaterpjäsen ”Rogneda”, Aleksej Anufrijevitj Dudarev (1999)
- Teaterpjäsen ”Rogneda”, V. Kiseljeva och O. Streltjenko (2012, premiär 26 maj 2012 i Polotsk)